# Guerra de Colônia
A Guerra de Colônia (português brasileiro) ou Colónia (português europeu) foi um conflito militar ocorrido entre 1583 e 1588 que devastou o Eleitorado de Colônia, um principado eclesiástico histórico do Sacro Império Romano na região da atual Renânia do Norte-Vestfália, na Alemanha. A guerra ocorreu no contexto da Reforma Protestante na Alemanha e na subsequente Contrarreforma, ao mesmo tempo que a Revolta Holandesa e as Guerras religiosas na França.
O conflito testou o princípio da reservatum ecclesiasticum, que havia sido incluída na religiosa Paz de Augsburgo (1555). Este princípio excluía, ou "preservava", os territórios eclesiásticos do Sacro Império Romano da aplicação do cuius regio, eius religio, ou "de quem [é] a região, dele [se siga] a religião", como o principal meio de determinação da religião de um território. Esta estipulava que caso um príncipe eclesiástico se convertesse ao protestantismo, ele deveria renunciar ao seu cargo em vez de forçar a conversão de seus súditos.
Em dezembro de 1582, Gebardo, Senescal de Waldburg, o príncipe-eleitor de Colônia, converteu-se ao protestantismo. O princípio da reserva eclesiástica exigia a sua demissão, mas, em vez disso, ele declarou paridade religiosa para seus súditos e, em 1583, casou-se com Agnes de Mansfeld-Eisleben com a intenção de converter o principado eclesiástico em um ducado dinástico secular. Uma parte do capítulo catedralício elegeu então outro arcebispo, Ernesto da Baviera.
Inicialmente, a luta entre os dois arcebispos concorrentes ficou restrita ao eleitorado, mas vários barões e condes que tinham obrigações feudais para com o eleitor ocuparam também territórios nas províncias vizinhas dos Países Baixos, Vestfália, Liège e Países Baixos Espanhóis. As complexas prerrogativas e apanágios dinásticos ampliaram o que seria uma disputa local num evento envolvendo partidários do Palatinado, mercenários holandeses, escoceses e ingleses pelo lado protestante e mercenários bávaros e papais pelo lado católico. O conflito aumentou ainda mais em 1586, com o envolvimento direto de mercenários italianos e tropas espanholas pelo lado católico e o apoio financeiro e diplomático de Henrique III de França e Isabel I da Inglaterra pelo lado protestante.
O conflito coincidiu com a Guerra dos Oitenta Anos (1568–1648), motivando a participação dos rebeldes flamengos e espanhóis nesse evento. O desfecho bem sucedido da guerra consolidou a autoridade dos Wittelsbach no noroeste da Alemanha e marcou o triunfo da contrarreforma na região do Baixo Reno. Também estabeleceu um precedente para intervenções externas em conflitos religiosos e dinásticos alemães.

## Antecedentes

### Divisões religiosas no Sacro Império Romano
Antes do século XVI, o catolicismo era a única religião oficial no Sacro Império Romano. As exigências de Martinho Lutero por reformas nas doutrinas e práticas da Igreja terminaram por ser incorporadas, após sua excomunhão, a um movimento religioso completamente autônomo, o luteranismo. Tratada inicialmente pelo imperador Carlos V como uma discussão inconsequente entre monges, a ideia de uma reforma nas doutrinas da Igreja - considerada infalível e sacrossanta pelo ensino católico - acentuou a controvérsia e a disputa em muitos dos territórios do Sacro Império Romano, degenerando rapidamente em facções armadas que exacerbavam as queixas sociais, políticas e territoriais existentes. Essas tensões se materializaram em alianças, como a protestante Liga de Esmalcalda, através das quais muitos dos príncipes luteranos concordaram em proteger-se mutuamente de invasões em seus territórios e autoridades locais. Em retaliação, os príncipes que permaneceram leais à Igreja Católica formaram a defensiva Santa Liga. Em meados da década de 1530, os estados de língua alemã do Sacro Império Romano haviam se transformado em facções armadas determinadas por laços familiares, necessidades geográficas, lealdades religiosas e aspirações dinásticas. A questão religiosa acentuou e mascarou esses conflitos seculares.
Tanto os príncipes quanto o clero entenderam que os abusos institucionais impediram as práticas dos fiéis, mas não concordaram com a solução do problema. Os protestantes acreditavam que era necessária uma reforma da doutrina - especialmente no que se refere aos ensinamentos da Igreja sobre justificação, indulgências, purgatório e papado - enquanto que os que permaneceram fiéis a Roma só queriam reformar a moral do clero, sem sacrificar a doutrina católica. O Papa Paulo III convocou um concílio para examinar o problema em 1537 e instituiu várias reformas institucionais internas destinadas a evitar alguns dos abusos prebendários mais flagrantes, simonia e nepotismo. Apesar dos esforços tanto do imperador Carlos V quanto do Romano Pontífice, a unificação dos dois fundamentos de crença fracassou devido aos diferentes conceitos de "Igreja" e ao princípio da justificação. Os católicos se apegavam ao ensino tradicional de que a igreja católica sozinha era a única Igreja verdadeira, enquanto os protestantes insistiam que a Igreja fundada por Cristo era invisível e não vinculada a nenhuma instituição religiosa na terra. Em relação à justificação, os luteranos afirmavam que ocorria apenas pela fé, enquanto os católicos sustentavam sua doutrina tradicional de que a justificação envolvia a fé e a caridade ativa. A Liga de Esmalcalda convocou seu próprio concílio ecumênico em 1537 e estabeleceu vários preceitos de fé. Quando os representantes se reuniram em Ratisbona, em 1540-41, concordaram com a doutrina da fé e a justificação, mas discordaram dos sacramentos, confissões, absolvições e a definição de igreja. Os adeptos católicos e luteranos pareciam mais distantes do que nunca e apenas em alguns vilarejos e cidades eles foram capazes de conviver em aparente de harmonia. Em 1548, os desentendimentos políticos se sobrepuseram às questões religiosas, fazendo qualquer tipo de acordo parecer remoto.
Em 1548, Carlos V promulgou um interreligio imperialis (também conhecido como Interim de Augsburgo) através do qual procurou encontrar um meio termo para a paz religiosa. O imperador estava descontente com as dimensões políticas e diplomáticas provocadas pelo cisma, mas formulou o decreto sem a participação do papado e dos príncipes protestantes e católicos. As sessões de 1551-1552 convocadas pelo Papa Júlio III no supostamente ecumênico Concílio de Trento não resolveram nenhuma das questões religiosas maiores, mas simplesmente reafirmaram os ensinamentos católicos e condenaram como heresia os protestantes.